# نیمه ماه مارس (فیلم)
نیمه ماه مارس (به انگلیسی: The Ides of March) یک فیلم آمریکایی در ژانر درام دلهره‌آور است که توسط جورج کلونی نوشته و کارگردانی شده‌است. فیلم اقتباسی از نمایش‌نامه فاراگوت نورث که در سال ۲۰۰۸ نوشته‌است می‌باشد. رایان گاسلینگ، جرج کلونی، فیلیپ سیمور هافمن، پل جیاماتی، ایوان ریچل وود و مریسا تومه از بازیگران این فیلم هستند. داستان فیلم در مورد مبارزه انتخاباتی درون حزبی ریاست جمهوری ایالات متحده و حواشی آن است. فیلم نامزد بهترین فیلم‌نامه در جوایز اسکار؛ بهترین فیلم در ژانر درام، بهترین کارگردانی، بهترین بازیگر نقش اول مرد در ژانر درام و بهترین نمایش‌نامه در جوایز گلدن گلوب را ازآن خود کرد ولی موفق به اخذ هیچ‌یک نشد.
نیمه ماه مارس برای اولین بار در افتتاحیه جشنواره فیلم ونیز و در جشنواره بین‌المللی حیفا و جشنواره فیلم تورنتو پخش شد.

## داستان

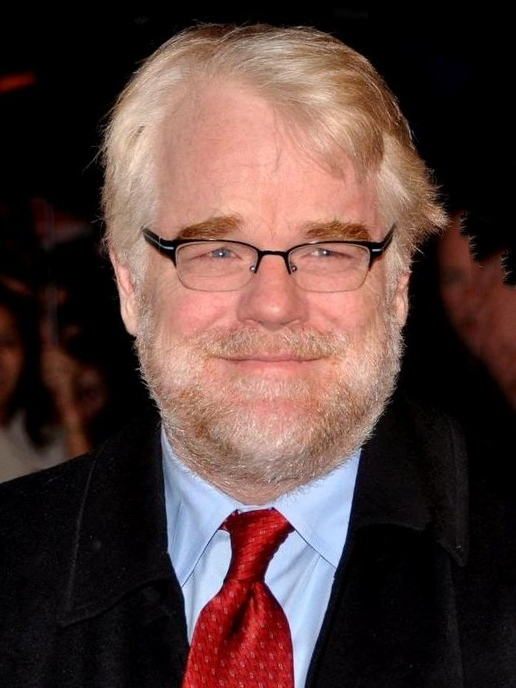
مایک موریس

مایک موریس (با بازی جرج کلونی) نامزد ریاست جمهوری از حزب دموکرات است و برای بدست آوردن بلیط حزب با مدیر ارشد کمپین خود، پل زارا (با بازی فیلیپ سیمور هافمن) مشغول مبارزه انتخاباتی است. استفن مییرز (با بازی رایان گاسلینگ) که از کارمندان ارشد کمپین موریس است با مدیر ارشد کمپین دیگر نامزد (با بازی پل جیاماتی) مخفیانه ملاقات می‌کند، زمانی که قضیه لو می‌رود زارا، مییرز را از کمپین اخراج می‌کند. مییرز جهت انتقام با استفاده از رابطهٔ نامشروعٰ موریس با یکی از کارمندان (با بازی ایوان ریچل وود)، زارا را از کار کنار می‌زند و خودش جانشین مدیر ارشد انتخاباتی موریس می‌شود.